# Pseudantechinus roryi
Pseudantechinus roryi — вид хижих сумчастих ссавців з родини кволових (Dasyuridae). Етимологія: вид названо в честь Рорі Купера, сина Нори Купер, однієї з авторів таксона. Рорі – гельською «червоний». 

## Поширення
Ендемік Австралії, де знаходиться в північному регіоні Пілбара. 
Живе у кам'янистих і прилеглих вкритих спініфексом піщаних місцях проживання.

## Загрози та охорона
Основні загрози невідомі. Ймовірно вид живе на острові Барроу, який є природним заповідником.